# Carson (Iowa)
Pour les articles homonymes, voir Carson.
Carson est une ville du comté de Pottawattamie, en Iowa, aux États-Unis. Elle est fondée en 1881 et incorporée le 28 mars 1881.

## Source de la traduction
- (en) Cet article est partiellement ou en totalité issu de l’article de Wikipédia en anglais intitulé « Carson, Iowa » (voir la liste des auteurs).